# Lakšárska Nová Ves
Lakšárska Nová Ves es un municipio del distrito de Senica en la región de Trnava, Eslovaquia, con una población estimada a final del año 2024 de 1099 habitantes.
Se encuentra ubicado al norte de la región, en los pequeños Cárpatos y cerca del río Váh (cuenca hidrográfica del Danubio) y de la frontera con la República Checa.

## Demografía
| Año        | 1994 | 2004    | 2014    | 2024    |
| ---------- | ---- | ------- | ------- | ------- |
| Población  | 996  | 1025    | 1077    | 1099    |
| Diferencia |      | +2,91 % | +5,07 % | +2,04 % |

| Año        | 2023 | 2024    |
| ---------- | ---- | ------- |
| Población  | 1103 | 1099    |
| Diferencia |      | −0,36 % |